# 恩派爾 (密歇根州)
恩派爾（英語：Empire）是位於美國密歇根州利勒諾縣恩派爾鎮區的一個村。

## 人口
根據2020年美國人口普查的數據，恩派爾的面積為2.90平方千米，當中陸地面積為2.66平方千米，而水域面積為0.24平方千米。當地共有人口362人，而人口密度為每平方千米124人。